# Kyösti Kallio
Kyösti Kallio, ursprungligen Gustaf Kalliokangas, född 10 april 1873 i Ylivieska, död 19 december 1940 på Helsingfors järnvägsstation, var Finlands president 1937–1940.

Kallio började sin bana som jordbrukare och kommunalman i Nivala socken i Österbotten och deltog som representant för bondeståndet i ståndslantdagarna 1904/05 och 1905/06. Sedan enkammarsystemet införts, valdes han till representant för det nybildade Agrarpartiet, vars ledande personlighet han sedan blev. Kallio var den ende som invaldes i samtliga lant- och riksdagar under enkammarsystemets tid, och utövade som riksdagsman stort inflytande, bland annat fick lagen om tvångsinlösen av enskild jord åt obesuttna namnet "lex Kallio" efter honom. Han var riksdagens talman 1920, 1924, 1927, 1929 och 1930. Som agrarernas representant satt han i den så kallade självständighetssenaten under finska inbördeskriget 1918 och därefter i sju olika regeringar. År 1927 kallades Kallio till medlem av Finlands banks direktion. Han var lantbruksminister 1919–1920 och 1921–1922 (i regeringarna Castrén, Vennola I och Vennola II), kommunikationsminister 1925 (i regeringen Tulenheimo) samt statsminister 1922–1924, 1925–1926, 1929–1930 och 1936–1937.
Kyösti Kallio valdes 1937 till Finlands president. Under hans presidenttid utbröt vinterkriget, då Sovjetunionen invaderade Finland 1939. Det var med olust han såg till att Finland skrev på fredsavtalet med Sovjetunionen som kostade landet Karelen. Under hösten 1940 hade han drabbats av ett slaganfall men lät statsminister Ryti och överbefälhavaren Mannerheim inleda ett samarbete med Tyskland som så småningom ledde till fortsättningskriget.
Kallio avgick i förtid den 27 november 1940 men han drabbades av ett nytt slaganfall mitt under avskedsceremonin på Helsingfors järnvägsstation. Överbefälhavaren Mannerheim hjälpte honom in i en järnvägsvagn där han avled i adjutanten överste Paasonens armar.

## Utmärkelser
- Frihetskorsets 1. klass,  1918[2]
- Frihetskorset (Estland),  14 maj 1920[3]
- Kommendörstecknet av I klass av Finlands Vita Ros’ orden,  28 december 1920[4]
- Storkorset av Finlands Vita Ros’ orden,  23 december 1924[5]
- Frihetskorset (Estland),  29 april 1925[6]
- Kommendör med stora korset av Nordstjärneorden,  21 augusti 1925[7]
- Tre Stjärnors orden, första klass,  15 maj 1926[8]
- Storkorset av isländska falkorden,  22 oktober 1930[9]
- 1:a graden av Örnkorsets orden,  22 januari 1932[10]
- Storkorset med kedja av Finlands Vita Ros orden,  1 mars 1937[11]
- Storkors av Södra korsets orden,  3 maj 1938[12]
- Kungliga Serafimerorden,  15 juni 1938[13]
- Vita stjärnans orden, kedjegrad,  26 oktober 1938[14]
- Storkors av Hederslegionen,  1939[15]
- Frihetskorsets storkors,  6 juli 1940[16]
- Storkors av Polonia Restituta[17]
- Kungariket Ungerns förtjänstorden[17]

[Redigera Wikidata]